# Pützer Moraa
Die Pützer Moraa (Motorraab) ist ein Sportflugzeug des deutschen Konstrukteurs Alfons Pützer.

## Geschichte
Nachdem sich 1954 die Freigabe des Motorflugs in Westdeutschland abzeichnete, begann Alfons Pützer mit Überlegungen zur Auslegung eines eigenen Motor-Reiseflugzeugs. Nach seiner Philosophie des „Fliegen für Jedermann“ sollte das künftige Flugzeug wenige Ansprüche an seine Piloten stellen und gleichzeitig kostengünstig in der Herstellung und späteren Instandhaltung sein, um für eine möglichst große Käuferschicht attraktiv zu sein. Der bei der Alfons Pützer KG bereits im Bau befindliche Prototyp der Horten Ho 33 war hierfür nicht geeignet.
Alfons Pützer untersuchte daher die existierenden, einfacheren Segelflugzeugkonstruktionen in Deutschland auf ihre Erweiterbarkeit zum Motorreiseflug. Zu den erfolgreichsten deutschen Nachkriegskonstruktionen der frühen 50er Jahre gehörte der zweisitzige Übungssegler Raab Doppelraab von Fritz Raab, der die Vorstellungen von Alfons Pützer weitgehend erfüllte. Alfons Pützer und Fritz Raab einigten sich auf eine gemeinsame Weiterentwicklung einer motorisierten Doppelraab unter der Bezeichnung „Pützer Motorraab“ für die Alfons Pützer KG. Alfons Pützer beauftragte Fritz Raab daraufhin mit der Erstellung geeigneter Konstruktionsunterlagen.
Trotz des bestehenden Bauverbots begann der Bau der Pützer Motorraab Anfang 1955 bei der Alfons Pützer KG in Bonn. Die Firma Martin Neulen KG aus Oberhausen übernahm die Fertigung der Stahlrohrkonstruktion, während bei der Alfons Pützer KG Tragflächen und Leitwerk gebaut wurden. Um einer Beschlagnahmung des Motorflugzeugs durch die Alliierten vorzubeugen, verzichtete Alfons Pützer zunächst auf den Einbau des Motors. Erst am Tage der Freigabe des Motorflugs in Westdeutschland erfolgte am 5. Mai 1955 der Einbau der Motoranlage. Die Pützer Motorraab V1 (D-EBAC) startete am 8. Mai 1955 um 07:35 in Bonn-Hangelar zu ihrem Erstflug, der gleichzeitig einer der ersten Motorflüge eines in Deutschland nach 1945 hergestellten Motorflugzeugs war.
Die Flugeigenschaften waren gut, jedoch stellte sich das Flugzeug als untermotorisiert heraus. Nach einem Überschlag wegen Bugradbruch wurde im Rahmen der Reparatur nicht nur die Kabine modifiziert, sondern auch der Motor durch einen 38 kW starken Porsche 678/3 ersetzt. Danach wurden noch drei weitere Maschinen (D-EKAD, D-EHOG, D-ECIB) gebaut, wobei die V2 am 1. März 1956 zum Erstflug startete. Sie wurde später Beamten und Offizieren der neu gegründeten Luftwaffe im Vorfeld zur Ausschreibung der Erstausstattung der Luftsportgruppen vorgestellt. Die V3 flog zwischen 1958 und 1975 mit entsprechender Ausrüstung als Messträger für die Deutsche Forschungsanstalt für Flugmechanik in Braunschweig und ist heute in der Flugwerft Schleißheim, einer Zweigstelle des Deutschen Museums, in Oberschleißheim ausgestellt. Die Musterzulassung für Motorraab erteilte das Luftfahrt-Bundesamt am 22. Mai 1959 vier Jahre nach dem Erstflug der V1. Statt der Typenbezeichnung „Motorraab“ bürgerte sich später die Bezeichnung „Moraa“ ein. Die Motorraab wurde später zur Pützer Elster weiterentwickelt.
Bei der Martin Neulen KG entstanden nach 1958 in Oberhausen 4–6 weitere, sogenannte „Motorraab-B“ mit einem kleineren 42 PS starken Stamo 1400D. Weitere Motorraabs entstanden in den Folgejahren durch Eigenumbau von Doppelraabs.

## Konstruktion
Wie die Doppelraab war auch die Motorraab ein zweisitziger abgestrebter Schulterdecker mit einem rumpfseitig stoffverspannten Stahlrohrgerüst. Die Sitze waren dabei eng hintereinander angeordnet, so dass im Schulbetrieb der hinten sitzende Fluglehrer über die Schulter des Flugschülers den Steuerknüppel übernehmen konnte. Leitwerk und Tragflächen wurden in Holzbauweise hergestellt. Als Motor wählte Pützer für den Prototyp einen einfachen 30 PS Käfer-Motor aus, für den Raab die Rumpfnase der Motorraab komplett neu konstruierte. Ferner war ein starres Hauptfahrwerk und ein steuerbares Bugfahrwerk vorgesehen. Ab der Moraa V2 kam der 52 PS starke Porsche 678/3 zum Einsatz. Gleichzeitig wurden die Holzbaugruppen Leitwerk und Tragfläche nochmals verstärkt.

## Leistungen

### Deutschlandflug 1956
In der Zeit vom 22. bis 24. Juni 1956 traten die Motorraab V1 mit der Startnummer P3 und V2 mit der Startnummer P4 beim ersten Deutschlandflug nach Ende des Zweiten Weltkriegs in der Gruppe III an. Die V2 schied kurz nach dem Start in Bonn-Hangelar bei Siegburg mit einem Motorschaden aus. Die V1 mit Johann Müller und Franz Berger erreichten den Endpunkt des Deutschlandflugs in Stuttgart-Echterdingen und belegten in ihrer Klasse Platz 6 unter 25 Konkurrenten. In der Gesamtwertung erreichte die V1 Platz 15 bei 71 Teilnehmern.

### Erstzulassung als Motorsegler
Die Motorraab V4 wurde bei der Fa. Martin Neulen als Motorflugzeug D-ECIB zugelassen. Nach der Einführung der neuen K-Klasse für Motorsegler in der Bundesrepublik Deutschland wurde die V4 1959 als eines der ersten Flugzeuge in dieser Klasse als D-KCIB zugelassen.

## Technische Daten
| Kenngröße             | Moraa (V1)                            | Moraa                       | Neulen Moraa B                     |
| --------------------- | ------------------------------------- | --------------------------- | ---------------------------------- |
| Besatzung             | 1                                     | 1                           | 1                                  |
| Passagiere            | 1                                     | 1                           | 1                                  |
| Länge                 | 5,50 m / 6,50 m (*)                   | 7,20 m                      | 7,20 m                             |
| Spannweite            | 13,70 m / 13,40 m (*)                 | 13,70 m                     | 13,70 m                            |
| Höhe                  | 2,50 m / 1,70 m (*)                   | 2,50 m                      | 2,50 m                             |
| Flügelfläche          | 18,50 m² / 18,00 m (*)                | 18,50 m²                    | 18,50 m²                           |
| Flügelstreckung       |                                       | 10,1                        | 10,1                               |
| Zuladung              | 230 kg / 200 kg                       | 305 kg                      | 220 kg                             |
| Leermasse             | 320 kg / 330 kg (*)                   | 320 kg                      | 405 kg                             |
| max. Startmasse       | 550 kg / 530 kg (*)                   | 625 kg                      | 625 kg                             |
| Reisegeschwindigkeit  | 100 km/h                              | 100 km/h                    |                                    |
| Höchstgeschwindigkeit | 110 km/h                              | 180 km/h                    |                                    |
| Dienstgipfelhöhe      |                                       | 4800 m                      |                                    |
| Start-/Landestrecke   |                                       | 220 m / 130 m               |                                    |
| Triebwerke            | 1 × VW-Käfer-Motor, 50 PS (ca. 40 kW) | 1 × Porsche PFM678/3, 38 kW | 1 × Stamo 1400D, 42 PS (ca. 30 kW) |

(*) Angaben aus Pützer Verkaufsbroschüre 1956